# Jackeline Petkovic
Jackeline Martins Petkovic (São Paulo, 10 de novembro de 1980), também conhecida como Jacky, é uma apresentadora, atriz e ex-cantora brasileira.
Jackeline Petkovic ganhou notoriedade por apresentar no SBT os programas Fantasia em 1997 e posteriormente o programa infantil Bom Dia & Cia em 1998, substituindo a apresentadora Eliana.
Petkovic permaneceu por cinco anos e teve uma carreira  musical lançando quatro discos infantis, além de ter tido sua estreia nos cinemas ao lado de Renato Aragão no filme Didi, o Cupido Trapalhão em 2003.
Em 2020, apresentou o programa musical Trilha de Sexta na internet 

## Biografia

### Trajetória na TV
Em 1997, Jackeline venceu 12 mil candidatas no teste para ser apresentadora do programa Fantasia. Estreou no programa nas tardes do SBT em 1 de dezembro de 1997, juntamente com Adriana Colin, Débora Rodrigues e Valéria Balbi, onde comandava brincadeiras com o telespectador via telefone. Jacky comandava os blocos infantis do programa. Logo gravou o primeiro disco, o CD Jacky, Yes!.
Silvio Santos a convidou para gravar o piloto do infantil Bom Dia & Cia, onde dividiria a apresentação com Eliana, a então apresentadora do programa. O programa piloto foi gravado numa quarta-feira e na segunda-feira seguinte, dia 21 de setembro de 1998, o trabalho estava no ar. Jackeline fez sucesso em sua estreia, vencendo o infantil apresentado por Angélica no mesmo horário na Rede Globo. Nessa época, o jornal Estadão apontou Jackeline Petkovic como uma das 5 apresentadoras infantis brasileiras de maior sucesso. Jackeline também saiu na seção "Loiras Que São Poderosas" da revista "Minha Novela", que apontou Jacky como uma das 5 apresentadoras mais bem sucedidas no Brasil.
Em 2001, Jackeline Petkovic desfilou na escola de samba Tradição no Rio de Janeiro; na ocasião a agremiação homenageou o apresentador Silvio Santos com o samba-enredo daquele ano. Diversos apresentadores do SBT participaram do desfiles dentre eles Gugu Liberato e Hebe Camargo; Jackeline foi madrinha da ala das crianças. No mesmo ano a apresentadora superou a audiência do Eliana & Alegria. Mesmo sem aliados japoneses, Bom Dia & Cia – apresentado por Jackeline Petkovic no SBT – empatava com a Globo na média. Jackeline Petkovic chegava a ficar em primeiro lugar nas manhãs com o infantil. Já em outubro de 2003, o programa Bom Dia & Cia com Jackeline teve audiência de 9 pontos, com picos de até 17 pontos, competindo diretamente com o especial da apresentadora Xuxa na Rede Globo. Jackeline Petkovic, rivalizava com a Globo e, eventualmente, chegava a desbancar Xuxa na liderança do horário. Com picos de até 20 pontos de ibope Uma marca registrada da Jacky, nesta época, era chamar seu fãs de "tchurminha", também de mandar sempre ao final do programa "Um beijinho na pontinha do nariz e outro no coração" e sempre informar que o desenho seria exibido, dizendo: "Olha o desenho". A apresentadora ficou à frente do programa durante 5 anos e passou a ser requisitada para campanhas publicitárias.
Ainda no SBT, Jackeline chegou a apresentar outro programa infantil, o Festolândia. Também foi âncora do programa Sábado Animado. Em 2001 apresentou um bloco do programa da Hebe Camargo Especial de Dia da Criança ao lado da mesma. Em 2002, atuou em SBT Palace Hotel, também fez uma participação no seriado Meu Cunhado e A Praça é Nossa ambos no SBT.
Estreou como dubladora do filme Manuelita em 2002. Em 2003, estreou nos cinemas como a personagem Julieta do filme Didi, o Cupido Trapalhão, atuando com Daniel. Ainda em 2003, Jackeline dublou o filme Mamãe Virei um Peixe.
Em 31 de outubro de 2003 deixou o SBT: "Foi uma decisão da Emissora e não cabe questionamento. Julgar não faz sentido", disse ela.
Atuou em Quem Te Viu Quem Te vê na RedeTV. No mesmo ano atuou em "Cursinho do Leão" na Band. Matriculou-se no curso de interpretação de Beto Silveira. Atuou na novela Metamorphoses da Rede Record. Além de participações no programa "A Turma do Didi", da Rede Globo.
Na madrugada de 7 de novembro de 2006, Jackeline estreou seu novo programa na TV "Insomnia", na RedeTV!, apresentando-o até abril de 2007, afastando-se devido à gravidez de seu filho Enzo, que nasceu no dia 12 de setembro de 2007.
Em 7 de julho de 2008, voltou à televisão no programa Território Livre, na volta da Rede 21. Em 13 de abril de 2009, estreou no programa de rádio Papo Sério, da Rádio Iguatemi, que em maio passou a se chamar Boa Tarde, Jacky. Em 3 de agosto de 2009, estreou o programa Espaço Interior na TV Alphaville.
Em novembro de 2009, assina com a Rede Record para participar da comédia O Curral, paródia do reality show A Fazenda dentro do Show do Tom, da mesma emissora. Depois, continuou atuando no programa humorístico de Tom Cavalcante. Em janeiro de 2010, estreia o programa Alphamotor, na TV Alphaville. Em 5 de agosto de 2010, às 14 horas, estreou pela ClicTV, emissora na internet da UOL, o programa Território com Jackeline Petkovic. Em outubro de 2010, passa a integrar o time de jurados do Programa Raul Gil do SBT, no quadro "Festival da Música Infantil".
Em maio de 2011, é convidada a A Fazenda 4, mas recusou. Em agosto de 2011, estreou Super Viajante, na Rede CNT. Em dezembro de 2011, Jackeline Petkovic recebeu um prêmio pela sua atuação no espetáculo "Hora do Horror", onde fez sua primeira vilã: A Sissi.
Em junho de 2012, ganha o programa Alfinetas, exibido em horário nobre, pela CNT. Em maio de 2016, a RedeTV! recontrata-a para comandar o programa Plantão Animal.
Em 2020, Jackeline Petkovic passa á comandar o programa Trilha de Sexta no Portal R7.

### Filantropia
Jackeline Petkovic vive engajada em muitas campanhas de solidariedade, é a madrinha da campanha “Amor à criança especial” há mais de 15 anos. A apresentadora também vive engajada em muitas campanhas em defesa dos animais.
Em 2003, Jackeline Petkovic, o fotografo Chico Audi, a agência de comunicação RSVP e a marca de roupa infantil Petstil se uniram e foi criada a campanha "Criança ajuda criança", para ajudar o hospital beneficente GRENDACC, que cuida de crianças carentes com câncer, em Jundiaí, Jacky criara a arte das camisas que foram produzidas pela grife Petstil, Chico fotografou a artista fazendo apelo para as pessoas ajudarem a campanha e agência RSVP, Jackeline desenvolveu toda a campanha. Toda a renda foi revertida a instituição beneficente GRENDACC.
Além dos projetos pessoais, Jackeline Petkovic desenvolve atividades sociais no projeto "Jacky Brasil". Neste projeto, ela faz visitas assistenciais, para levar alegria e motivação a comunidades carentes, associações, hospitais e centros de reabilitação.
Em 2013, Jackeline foi clicada para a campanha Anjos da Moda. O projeto inclui cinco modelos de camisetas, que tiveram renda revertida para instituições de caridade Jacky também participa da campanha "Eu Ajudo á Construir" das Casas André Luíz que tem como objetivo ajudar pessoas com deficiência física em São Paulo, Jacky também foi madrinha de uma campanha, um desfile de modas beneficente que tem como objetivo ajudar as crianças da APAE.

### Cantora
Em seu primeiro álbum lançado, suas músicas estavam entre as músicas da TV aberta mais tocadas: em 1999, Jacky "emplacava até fevereiro duas músicas entre as dez e oito entre as 50 mais executadas".
Seu segundo CD, O Circo Encantado da Jacky, com a faixa título e a música Auê Auê que se tornou tema de abertura do Bom Dia e Cia, o álbum foi lançado em primeiro de outubro de 1999. Em apenas dois meses de vendas, ganhou disco de ouro.
Jackeline lançou em 2000 seu terceiro CD. Além das músicas infantis, neste CD Jacky traz novidades com duas músicas românticas: Amor Virtual e Presente.
Seu quarto álbum de carreira, Na onda da Jacky, foi lançado em outubro de 2002 pela gravadora Sum Records onde Jackeline foi uma das poucas apresentadoras a receber autorização do próprio Roberto Carlos para regravar seus sucessos e assim, ela regrava três músicas: Splish Splash, Pega Ladrão e Broto no jacaré. O álbum consiste de uma série de regravações de canções dos anos 60, além de clássicos infantis.

### Produtos licenciados
Jackeline Petkovic foi a única apresentadora infantil á possuir um contrato exclusivo com a marca de brinquedos Estrela para lançar seus produtos. Dentre eles foram lançados o "Bebê no Cavalinho", "Kit de Atividades", a boneca "Maquiadinha da Jacky" que teve uma música de divulgação no seu CD O Circo Encantado da Jacky. Juntamente com o "Kit de Atividades", em 2001 foi lançado o boneco Gugui.

### Modelo
Jackeline possui um vasto número de revistas com sua foto na capa – posou inclusive para a revista VIP, em março de 2007, além de ter posado para a Noivas, junto ao cantor Chris Durán, em 2002.

### Teatro
Jackeline já fez teatro na peça A Bela e a Fera, atuando no Teatro Sérgio Cardoso no papel de “Bela”, junto a Felipe Folgosi, que interpretou “a Fera”.

### Linha de games
Jacky foi a precursora no comando de programa da linha de games no Brasil, o primeiro programa foi ao ar em primeiro de dezembro de 1997: Fantasia, no SBT.
Na madrugada do dia 7 de novembro de 2006, Jacky se tornou apresentadora do Insomnia, na RedeTV!.
Em 12 de março de 2010, passou a apresentar o QuizTV, que foi exibido simultaneamente nas manhãs da MTV e da Rede Brasil de Televisão. No mês seguinte, o programa passou a chamar Super Game, e a ser exibido nas tardes da Esporte Interativo e Rede Brasil de Televisão. Jackeline ficou no comando até junho de 2010, quando pediu afastamento para apresentar um novo programa na ClicTV. Em fevereiro de 2011, mesmo no comando do programa na ClicTV, estreia o calltv A Jato, pela CNT. Como a linha de games muda frequentemente os nomes e os programas, o nome do programa mudou para Turbo Quiz, e em abril ela passou a apresentar o Quebrando a Banca depois de um tempo apresentando os programas, ela sai dos programas calltvs por um tempo.
No dia 1 de novembro de 2013, Jacky voltou aos calltvs no comando do programa A Chance exibido na Mix TV, Rede Brasil e entre outras emissoras, ao lado de Gabriele Serafim, que já tinha sido colega de trabalho desde o Insomnia.
Em dezembro de 2013, a apresentadora anuncia em seu Twitter oficial que irá sair da EsoTV e que sua temporada na produtora havia acabado, Jackeline saiu e voltou em 2014, mas ficou pouco tempo no programa.

## Vida pessoal
Nascida e criada em uma família de classe média da capital paulista, é filha de Francisca O. Flores Martins Petkovic e Guilherme Jorge Petkovic. Seu avô paterno era croata e sua avó materna era uma brasileira filha de um português com uma espanhola.
Em 2021, Jackeline Petkovic assumiu namoro com o cantor Bruno Araújo, casando-se em 2022 em uma cerimônia pé na areia em Ilhabela, no litoral paulista. A cerimônia aconteceu em um espaço de eventos à beira mar e contou apenas com alguns amigos e familiares. Jacky tem um único filho, com o cantor Bruno Araújo, chamado Enzo Petkovic. O menino nasceu de cesariana, em São Paulo, no dia 12 de setembro de 2007.

### Acidente
Em 25 de agosto de 2009, Jackeline sofreu um grave acidente de trânsito, em que seu automóvel colidiu com uma carreta enquanto dirigia pelo Rodoanel, em São Paulo. Seu filho, que estava no carro, nada sofreu por estar na cadeirinha no banco de trás. A apresentadora sofreu uma convulsão. Ela foi internada na UTI e ficou respirando com a ajuda de aparelhos até o fim do dia 26 de agosto. Jacky recebeu alta na tarde de sábado, dia 29 de agosto de 2009.
O acidente comoveu todo o país e foi destaque em programas como o TV Fama que mostrou com exclusividade o resgate da apresentadora, o A Tarde é Sua que teve uma semana do programa dedicada à Jackeline que também recebeu homenagens de programas como o Jornal da Record, Superpop, SBT Repórter e Programa do Ratinho, que foi o primeiro programa em que Jackeline deu entrevista após o acidente. Jackeline também recebeu uma homenagem da Polícia Militar. A apresentadora agradeceu o carinho dos leitores do site G1, da Globo, que cobriu todo o acidente da apresentadora até a sua recuperação.

## Filmografia

### Televisão
| Ano     | Título                  | Cargo / Personagem     | Notas                               | Emissora           |
| ------- | ----------------------- | ---------------------- | ----------------------------------- | ------------------ |
| 1997–98 | Fantasia                | Apresentadora          |                                     | SBT                |
| 1998–99 | Festolândia             | Apresentadora          |                                     | SBT                |
| 1998–03 | Bom Dia & Cia           | Apresentadora          |                                     | SBT                |
| 2000    | Sábado Animado          | Apresentadora          |                                     | SBT                |
| 2002    | SBT Palace Hotel        | Dadete                 | Especial de final de ano            | SBT                |
| 2003    | Quem Te Viu, Quem Te Vê | Maria Odete            | Especial de final de ano            | RedeTV!            |
| 2004    | Metamorphoses           | Suellen Madeira        |                                     | Record             |
| 2004    | Meu Cunhado             | Regina                 | Episódio: "Tô Mal"                  | SBT                |
| 2004    | A Turma do Didi         | Jacky                  | Episódio: "12 de outubro"           | TV Globo           |
| 2006–07 | Insomnia                | Apresentadora          |                                     | RedeTV!            |
| 2008    | Território Livre        | Apresentadora          |                                     | Rede 21            |
| 2009–11 | Espaço Interior         | Apresentadora          |                                     | TV Alphaville      |
| 2010    | Alphamotor              | Apresentadora          |                                     | TV Alphaville      |
| 2010    | Super Game              | Apresentadora          |                                     | RBTV               |
| 2010    | QuizTV                  | Apresentadora          |                                     | MTV Brasil         |
| 2010    | Programa Raul Gil       | Jurada                 | Quadro: Festival de Música Infantil | SBT                |
| 2011    | Quebrando a Banca       | Apresentadora          |                                     | Esporte Interativo |
| 2011    | Turbo Quiz              | Apresentadora          |                                     | Terra Viva         |
| 2011    | A Jato Quiz             | Apresentadora          |                                     | CNT                |
| 2012    | Alfinetadas             | Apresentadora          |                                     | CNT                |
| 2012–13 | Super Viajante          | Apresentadora          |                                     | CNT                |
| 2013–14 | A Chance                | Apresentadora          |                                     | RBTV               |
| 2016    | Bom Dia & Cia           | Apresentadora especial | Episódio: "12 de outubro"           | SBT                |
| 2016–17 | Plantão Animal          | Apresentadora          |                                     | RedeTV!            |

### Internet
| Ano     | Título          | Personagem    |
| ------- | --------------- | ------------- |
| 2010–12 | Território UOL  | Apresentadora |
| 2020–21 | Trilha de Sexta | Apresentadora |

### Cinema
| Ano  | Título                   | Personagem            | Nota     |
| ---- | ------------------------ | --------------------- | -------- |
| 2002 | Manuelita                | Manuelita (voz)       | Dublagem |
| 2003 | Mamãe, Virei um Peixe    | Stella (voz)          | Dublagem |
| 2003 | Didi, O Cupido Trapalhão | Julieta Helena Poleto |          |

## Rádio
| Ano     | Título           | Emissora       |
| ------- | ---------------- | -------------- |
| 2009    | Boa Tarde, Jacky | Rádio Iguatemi |
| 2009–11 | Papo Sério       | Rádio Iguatemi |

## Teatro
| Ano  | Título          | Personagem        |
| ---- | --------------- | ----------------- |
| 2002 | A Bela e a Fera | Bela              |
| 2009 | Hora do Horror  | Sissi, a Domadora |

## Discografia
| Álbum                      | Detalhes                                                                                  |
| -------------------------- | ----------------------------------------------------------------------------------------- |
| Jacky, Yes!                | - Lançamento: Agosto de 1998 - Formatos: CD - Gravadora: Sony                             |
| O Circo Encantado da Jacky | - Lançamento: 1 de outubro 1999 - Formatos: CD - Gravadora: Sun Records - Vendas: 100.000 |
| Amor Virtual               | - Lançamento: 2 de novembro de 2000 - Formatos: CD - Gravadora: Sun Records               |
| Na Onda da Jacky           | - Lançamento: 7 de outubro de 2002 - Formatos: CD - Gravadora: Sun Records                |